# Joseph Maria Amstad
Joseph Maria Amstad (auch Josef Maria Amstad) (≈ 30. Januar 1807 in Beckenried; † 2. April 1866 ebenda) war ein Schweizer Politiker. Von 1850 bis 1866 gehörte er dem Wochenrat Nidwaldens, der Kantonsregierung, als Landsfähndrich an.

## Leben
Der Sohn von Jakob Amstad und Elisabeth Feller (auch Föller) wurde in Beckenried geboren. In die stark in die Politik eingebettete Verwandtschaft gehören seine Söhne Josef Maria Amstad (Ständerat) und Eduard Amstad (Obergerichtspräsident und Gemeindepräsident) sowie sein Enkel Hermann Amstad, der Ratsherr war.
Nach seiner Grundschulbildung im Heimatort Beckenried ergriff er den Beruf eines Käsehändlers. Er stieg in die Kantonspolitik ein, in der er die Ämter eines Landsfähndrichs, Weibels und von 1850 bis 1866 des Regierungsrats ausübte.
Amstad heiratete am 30. Januar 1843 in Stans Regina Christen. Aus dieser Ehe stammen neun Kinder (fünf Söhne und vier Töchter), darunter als ältestes Kind Ständerat Josef Maria Amstad und Gemeindepräsident (von Beckenried) Eduard Amstad.